# Coupe caribéenne des nations 2017
Navigation
Édition précédente
La Coupe caribéenne des nations 2017, aussi nommée Coupe des Nations de la Caraïbe 2017, est la vingt-cinquième et dernière édition de la Coupe caribéenne des nations, une compétition de football organisée par l'Union caribéenne de football (UFC/CFU) et rassemblant les meilleures équipes masculines caribéennes. Elle se déroule en Martinique du 22 au 25 juin 2017.
Pour la seconde édition consécutive, tous les matchs de la compétition, qualifications incluses, sont disputés lors des dates réservées par la FIFA pour les matchs internationaux. La compétition se déroule sous un nouveau format de façon à limiter le nombre de matchs consécutifs sur une courte période. Les qualifications pour cette compétition sont particulièrement importantes puisque les 4 équipes qualifiées à la coupe caribéenne des nations 2017 disputeront également la Gold Cup 2017. Le cinquième a la possibilité de se qualifier également via des barrages contre une équipe de l'UNCAF.

## Préparation de l'événement
Pour la première fois de son histoire, le tirage au sort de la Coupe caribéenne des nations est public et diffusé en streaming via le site de la CFU. Lors de cet événement organisé dans un hôtel d'Antigua, la CFU annonce les participants et la nouvelle formule de la compétition qui se déroule sur plus d'un an.

## Qualifications
Le tirage au sort des groupes de la Coupe caribéenne des nations 2017 a lieu le 16 janvier 2016 à Antigua. Les quatre équipes de la Caraïbe toujours en lice pour se qualifier pour la Coupe du monde 2018 sont directement qualifiées pour le 2e ou le 3e tour.
Ces éliminatoires débutent le 21 mars 2016 et se terminent le 13 novembre 2016. En outre, des barrages sont organisés pour définir le 5e de la compétition qui a l'occasion d'être repêché pour disputer la Gold Cup 2017. Ces barrages se disputent début janvier 2017.

## Phase finale
La phase finale du tournoi se déroule en Martinique du 22 au 25 juin 2017.

### Équipes qualifiées
- Curaçao
- Martinique
- Guyane
- Jamaïque

### Résultats

#### Tableau final
|  | Demi-finales            | Demi-finales            |          |   | Finale                  | Finale                  |
|  | Demi-finales            | Demi-finales            |          |   | Finale                  | Finale                  |
|  |                         |                         |          |   |                         |                         |
|  | 22 juin, Fort-de-France | 22 juin, Fort-de-France |          |   | 25 juin, Fort-de-France | 25 juin, Fort-de-France |
|  | 22 juin, Fort-de-France | 22 juin, Fort-de-France |          |   | 25 juin, Fort-de-France | 25 juin, Fort-de-France |
|  | Jamaïque                | 1ap (4)                 |          |   | 25 juin, Fort-de-France | 25 juin, Fort-de-France |
|  | Jamaïque                | 1ap (4)                 |          |   | 25 juin, Fort-de-France | 25 juin, Fort-de-France |
|  | Guyane                  | 1 tab(2)                |          |   | 25 juin, Fort-de-France | 25 juin, Fort-de-France |
|  | Guyane                  | 1 tab(2)                | Jamaïque | 1 |                         |                         |
|  | 22 juin, Fort-de-France |                         | Jamaïque | 1 |                         |                         |
|  |                         | Curaçao                 | 2        |   |                         |                         |
|  | Curaçao                 | Curaçao                 | 2        | 2 |                         |                         |
|  | Curaçao                 |                         |          | 2 |                         |                         |
|  | Martinique              | 1                       |          |   |                         |                         |
|  | Martinique              | 1                       | 3e place |   |                         |                         |
|  |                         |                         |          |   |                         |                         |
|  | 25 juin, Fort-de-France |                         |          |   |                         |                         |
|  |                         |                         |          |   |                         |                         |
|  | Martinique              | 0                       |          |   |                         |                         |
|  | Martinique              | 0                       |          |   |                         |                         |
|  | Guyane                  | 1                       |          |   |                         |                         |
|  | Guyane                  | 1                       |          |   |                         |                         |

#### Demi-finales
| 22 juin 2017 | Jamaïque | 1 - 1 a. p.       | Guyane | Stade Pierre-Aliker, Fort-de-France |                             |
| 18h00        | Johnson 70e | (0 - 1 , 1 - 1)   | 20e Lo. Baal | Arbitrage : Wilson da Costa         | Arbitrage : Wilson da Costa |
| 18h00        | Rapport |                   | | Arbitrage : Wilson da Costa         | Arbitrage : Wilson da Costa |
| 18h00        | Binns · Gordon · Nicholson · Fisher · Burke | Tirs au but 4 - 2 | Evens · Issorat · Legrand · Fabien ·                                                                                             | Arbitrage : Wilson da Costa         | Arbitrage : Wilson da Costa |
| 18h00        | Miller - Francis, Campbell, Ritchie ( 93e) - Lambert ( 72e), Johnson ( 90e Nicholson), Binns, Grandison ( 68e Morris ( 98e)), Fisher - Flemmings ( 54e Gordon), Burke | Équipes           | Léon - Lescot, Legrand, Fabien, Rosime - Malouda, Lo. Baal, Rimane ( 84e Haabo ( 106e)) - Dutard ( 72e Issorat), Abelinti, Evens | Arbitrage : Wilson da Costa         | Arbitrage : Wilson da Costa |

| 22 juin 2017 | Curaçao | 2 - 1   | Martinique | Stade Pierre-Aliker, Fort-de-France |                              |
| 21h00        | Nepomuceno 57e (pen.) · Janga 76e | (0 - 1) | 17e Arquin | Arbitrage : Ricangel de Leça        | Arbitrage : Ricangel de Leça |
| 21h00        | Rapport |         | | Arbitrage : Ricangel de Leça        | Arbitrage : Ricangel de Leça |
| 21h00        | Room - Martina, Jakoba, Lachman, Justiana - Carmelia ( 46e Mulder), Bacuna, Nepomuceno, Antonia ( 86e Gaari), Hooi - Janga ( 89e van Kessel) | Équipes | Olimpa - Zaïre ( 80e Pandor), Crétinoir, Delem, Jean-Baptiste - Hérelle, Abaul, Jougon ( 65e Vitulin) - Arquin ( 85e Marajo), Langil, Parsemain | Arbitrage : Ricangel de Leça        | Arbitrage : Ricangel de Leça |

#### Match pour la3eplace
| 25 juin 2017 | Martinique | 0 - 1   | Guyane | Stade Pierre-Aliker, Fort-de-France |                           |
| 17h00        | | (0 - 0) | 75e Privat | Arbitrage : Sherwin Moore           | Arbitrage : Sherwin Moore |
| 17h00        | Rapport |         | | Arbitrage : Sherwin Moore           | Arbitrage : Sherwin Moore |
| 17h00        | Olimpa - Crétinoir, Hérelle, Jean-Baptiste ( 76e Jougon) - Abaul, Nédra, Pandor ( 79e Langil), Delem, Vitulin - Marajo, Parsemain ( 62e Audel) | Équipes | Léon - Lescot, Legrand, Fabien, Rosime - Malouda, Lo. Baal, M. Haabo ( 47e Rimane) - Dutard ( 88e Solvi), J. Haabo ( 47e Privat), Evens | Arbitrage : Sherwin Moore           | Arbitrage : Sherwin Moore |

#### Finale
| 25 juin 2017 | Jamaïque | 1 - 2   | Curaçao | Stade Pierre-Aliker, Fort-de-France |                              |
| 19h30        | Harriott 82e | (0 - 1) | 10e 83e Hooi | Arbitrage : Michel Rodríguez        | Arbitrage : Michel Rodríguez |
| 19h30        | Rapport |         | | Arbitrage : Michel Rodríguez        | Arbitrage : Michel Rodríguez |
| 19h30        | Miller - Lowe, Francis ( 36e Harriott ( 39e)), Campbell - Johnson ( 61e Morris), Lambert, Binns, Grandison, Fisher - Gordon, Burke ( 72e Nicholson) | Équipes | Room - Justiana, Jakoba, Lachman, Martina, Mulder - Hooi ( 90e Kortstam), Antonia ( 74e van Kessel ( 81e)), Bacuna ( 37e) - Janga ( 82e), Nepomuceno ( 86e) | Arbitrage : Michel Rodríguez        | Arbitrage : Michel Rodríguez |

| Vainqueur de la Coupe caribéenne des nations 2017: Curaçao Premier titre |